# Olavinlinna
Olavinlinna (finnisch) oder Olofsborg (schwedisch, früher schwedisch Nyslott, deutsch Olafsburg) ist eine mittelalterliche Burg in der Stadt Savonlinna (schwedisch Nyslott) in Finnland. Sie gilt als die am besten erhaltene Mittelalterburg in Nordeuropa.

## Lage
Olavinlinna ist eine Niederungsburg. Sie befindet sich im südöstlichen Finnland inmitten der Seenplatte im Saimaa-Seensystem. Auf die kleine Felseninsel Kyrönsaari gebaut, wird sie durch den See Pihlajavesi und den Fluss Kyrönsalmi vom Festland getrennt. Trotz der nördlichen Lage gefriert das schnell fließende Wasser nur selten, was früher die Verteidigung vereinfachte. Eine Pontonbrücke, die auf eine der Stadt Savonlinna vorgelagerte und ihrerseits über eine Brücke erreichbare kleine Insel führt, ist der einzige Zugangsweg vom Festland aus.
Olavinlinna bildet zusammen mit dem Pihlajavesi eine der 27 Nationallandschaften Finnlands.

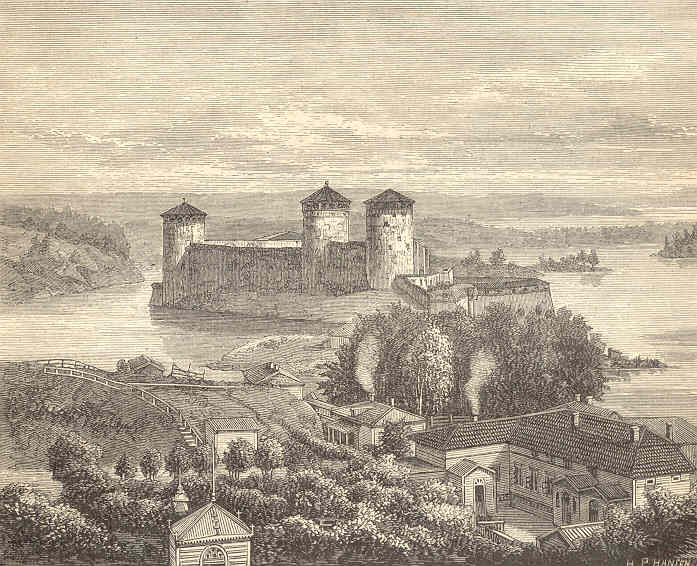
„Olofsborg i Nyslott anno 1889“

## Geschichte
Anfang des 14. Jahrhunderts, als Finnland noch zum Schwedischen Königreich gehörte, wurde im Vertrag von Nöteborg die Grenze zwischen Schweden und dem russischen Staat Nowgorod quer durch Karelien gelegt. Genaue Bestimmungen fehlten in der großteils noch unerschlossenen Region Savo jedoch, weshalb die nur von einer Burg in Wyborg beschützte, östliche Grenze von Schweden-Finnland umkämpft blieb. Zur Verstärkung der Sicherheit und zur Kontrolle wichtiger Wasserwege beschlossen die Schweden, eine weitere Burg zu bauen. Olavinlinna wurde von Erik Axelsson Tott gegründet und nach dem Heiligen Olof benannt. Die Bauarbeiten begannen 1475.
Iwan III. ließ die Burg 1495 und 1496 zweimal vergeblich belagern. Auch während König Gustavs Krieg gegen Russland (1555–1557) hielt die Burg zahlreichen Angriffen des Feindes statt. Erst während des Großen Nordischen Kriegs (1700–1721) mussten sich die schwedischen Soldaten 1714 nach einer langen Belagerung den Russen ergeben, da Lebensmittel und Munition ausgegangen waren. 1721 erhielten die Schweden die Burg durch den Frieden von Nystad wieder zurück. Durch den Friedensvertrag von Åbo, der 22 Jahre später den Russisch-Schwedischen Krieg (1741–1743) beendete, ging die Burg jedoch 1743 wieder in die Hände der Russen über.
Nach dem Russisch-Schwedischen Krieg (1808–1809) verlor Schweden die Herrschaft über Finnland. 1809 wurde das Großfürstentum Finnland als autonomer Teil des Russischen Reiches proklamiert. Olavinlinna verlor dadurch seine militärische Bedeutung. Die russischen Soldaten verließen 1847 die Burg.
Danach diente die Burg einige Jahre als Gefängnis. In den 1860er Jahren verursachten allerdings zwei Feuer große Schäden, weshalb die Burg vorerst ohne Funktion blieb. Schließlich erfolgten erste Restaurierungen bereits im 19. Jahrhundert, eine gründliche Renovierung wurde dann in den Jahren 1961 bis 1975 durchgeführt. Rechtzeitig für das 500-Jahre-Jubiläum der Burg wurden sie abgeschlossen. Seither ist Olavinlinna für die Öffentlichkeit zugänglich.

## Heutige Nutzung

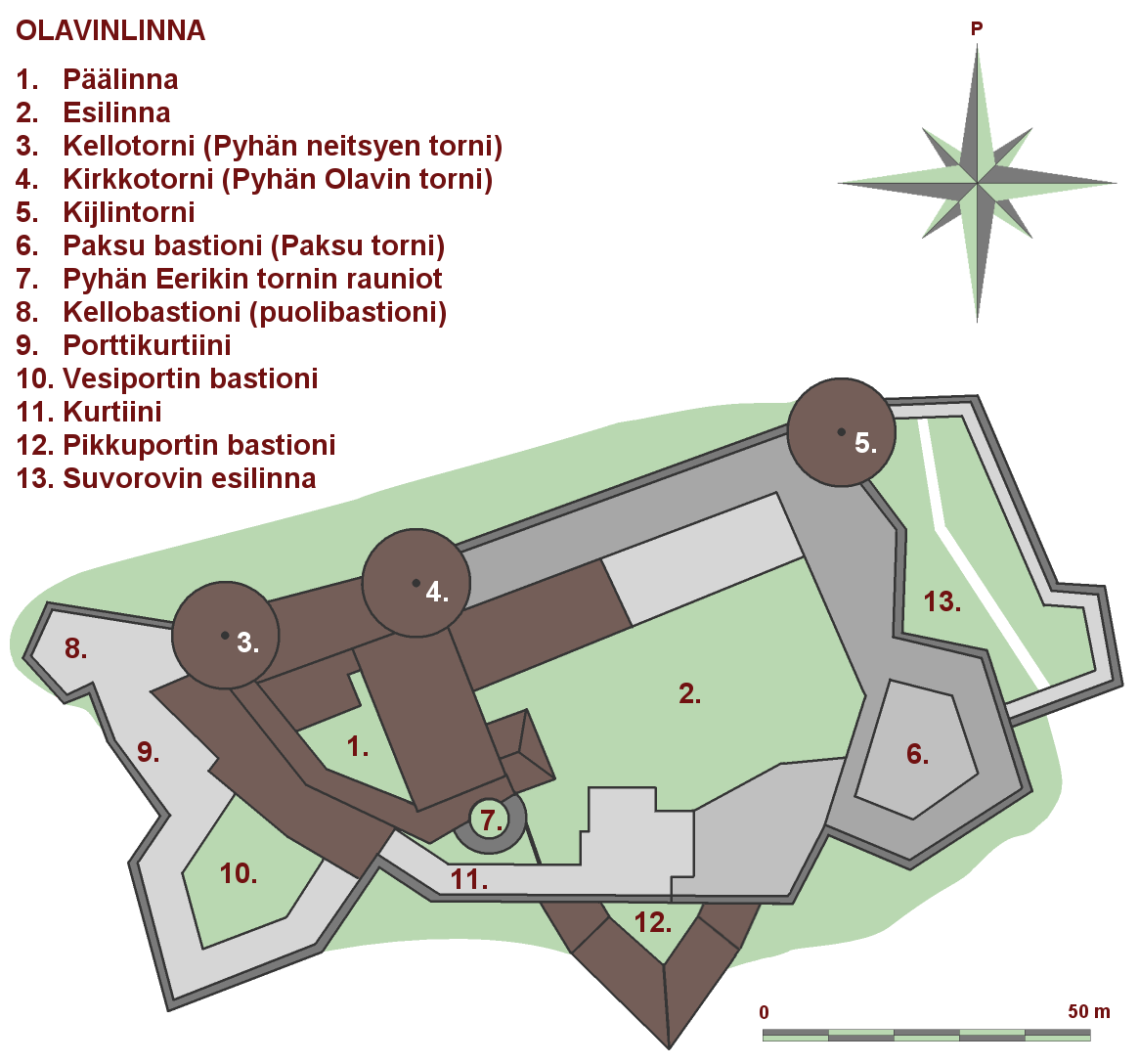
Grundriss der Burg

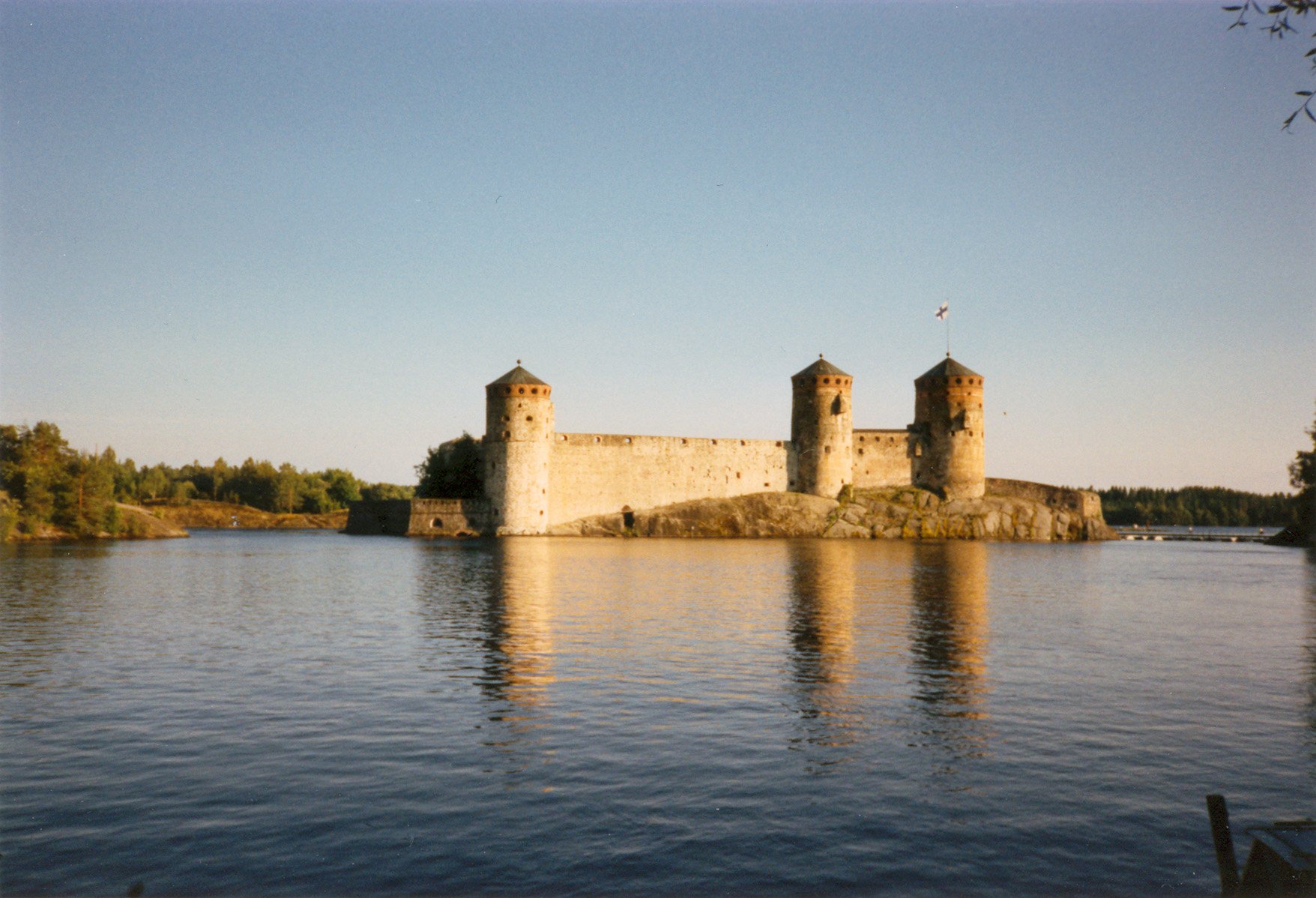
Ansicht der Burg

1912 wurde die Burg durch Aino Ackté als Veranstaltungsort für die Savonlinna-Opernfestspiele entdeckt und nach 37-jähriger Pause 1967 durch den Tenor Peter Klein wiederbelebt. Seitdem finden die Festspiele jedes Jahr im Juli im Burghof statt, der während dieser Wochen mit einer Regenplane abgedeckt ist. Das restliche Jahr über ist Olavinlinna eine Touristenattraktion, die uneingeschränkt besichtigt werden kann. Innenmobiliar von früher ist kaum vorhanden, weshalb die Räume zwei kleinere Ausstellungen beherbergen. Eine stellt orthodoxe Ikonen und religiöse Artefakte aus Finnland und Russland aus, die andere diverse Artefakte aus der Burg und ihrer Umgebung.
Einige der Räume – u. a. die Linnantupa (dt. Große Halle), der Kuninkaansali (dt. Königssaal) und die ökumenische Kapelle – können für Hochzeiten, Feiern, Seminare und sonstige Veranstaltungen gemietet werden.

## Anlage
Die erste Bauphase dauerte etwa zehn Jahre. In dieser wurde die Hauptburg errichtet, die sich auf der westlichen und höheren Seite der Insel erhebt. Sie bestand aus drei Türmen (Glockenturm, Kirchturm, St.-Eriks-Turm), die durch sie umgebende Mauern verbunden wurden. Mit ihrer Fertigstellung war Olavinlinna zur Verteidigung gerüstet. In der nächsten Bauphase, die sofort danach begann, wurde der Außenhof errichtet, der zwei weitere Türme enthielt. Bis zum Ende des 15. Jahrhunderts wurden auch die Bauarbeiten an Wohnräumen abgeschlossen. Die Burg hatte zu diesem Zeitpunkt fünf runde Türme und hohe Mauern.
Anfang des 18. Jahrhunderts wurde einer der drei ersten Türme, der St.-Eriks-Turm, entweder geschleift oder stürzte von selbst ein. Mit der Übernahme der Burg durch die Russen 1743 begannen neue Konstruktionsarbeiten, um die Verteidigungsanlagen zu verbessern. Dabei entstanden u. a. die eckigen Bastionen.
Innerhalb von Olavinlinna befindet sich kein einziger Brunnen, was einzigartig für eine eigentlich zu Verteidigungszwecken gebaute Burg ist. Wasser für die tägliche Nutzung musste früher aus den umliegenden Gewässern geholt werden. Sowohl der Kirchturm als auch der Glockenturm sind seit dem 15. Jahrhundert mit Aborterkern ausgestattet, da sie damals als Wohntürme dienten. Diese Erker gelten als die frühesten direkt im Wohnbereich angebrachten Toiletten des nordeuropäischen Raums.